# Smart Battery System
 For alternative betydninger, se SBS.
Smart Battery System (SBS) er en grænsefladespecifikation for bl.a. præcist at bestemme en smart akkumulators aktuelle kapacitet. Det kan f.eks. anvende i en bærbar computers akkumulator. SBS specifikationen kan benyttes i et smart akkumulatorpakkes batteristyresystem. SBS tillader styresystemet via en smart akkumulatorlader at udøve energiforvaltningsoperationer baseret på PCens estimerede resterende driftstid.
Når ladning er mulig, kan systemet via kommunikationen, også styre med hvor meget effekt akkumulatoren skal lades med.
SBS-kommunikationen formidles via en SMBus toleder kommunikationsbus. Specifikationerne har oprindelse fra selskaberne Duracell og Intel i 1994, men blev senere også anvendt af adskillige akkumulator og halvleder fabrikanter.
Smart Battery System definerer SMBus-forbindelsen, dataene som kan sendes over forbindelsen (Smart Battery Data eller SBD), Den smarte akkumulatorlader (SBC: Smart Battery Charger) - og en computer BIOS grænseflade til styring. I princippet kan ethvert produkt med akkumulator anvende SBS, men i praksis er den kun de bærbare computere, som anvender systemet.

## Implementation
F.eks. kan et specielt designet integreret kredsløb eller nogle mikrocontrollere i akkumulatorpakken overvåge akkumulatoren og rapportere information til en modtager via SMBus. Denne information kan inkludere akkumulatortype, modelnummer, fabrikant, karakteristikker, afladningshastighed, estimeret tilbageværende kapacitet, en næsten-helt-afladt alarm så PCen eller andre enheder kan lukke pænt; temperatur og spænding til anvendelse ved hurtigladning.